# Gypsophila uralensis
Gypsophila uralensis là loài thực vật có hoa thuộc họ Cẩm chướng. Loài này được Less. mô tả khoa học đầu tiên năm 1834.